# Wapen van Bernheze

Wapen van de gemeente Bernheze

Het wapen van Bernheze  werd op 27 januari 1995 aan de Noord-Brabantse gemeente Bernheze toegekend.

## Geschiedenis
De gemeente Bernheze is in 1994 ontstaan uit een fusie van de gemeenten Heesch, Nistelrode en Heeswijk-Dinther. Het wapen van de nieuwe gemeente werd niet samengesteld uit elementen uit de wapens van de oude gemeenten, maar geheel nieuw ontworpen. Uitgangspunt was de naam van de gemeente, die zoiets betekent als "begroeiing langs de waterkant". Dit is gesymboliseerd met de lisdodden in het wapen, die de vier kernen in de gemeente voorstellen en die weerspiegeld worden in het onderste deel van het schild. De kleuren zijn die van het wapen van het voormalige Kwartier van Maasland, waarin de gemeente ligt. Ondanks aanvankelijke bezwaren tegen de keuze van de plantensoorten (lisdodden en lelies groeien niet in het riet) ging de Hoge Raad van Adel akkoord met het ontwerp.

## Beschrijving
De beschrijving van het wapen van Bernheze luidt:
Doorsneden van zilver en keel met vier lisdoddeplanten met twee bladeren en één aar, schuinkruisgewijs geplaatst en komende uit het schildhart, en tussen de bovenste en benedenste planten een gesteelde lis, alles van het een in het ander. Het schild gedekt met een gouden kroon van drie bladeren en twee parels.
N.B.:
- De heraldische kleuren zijn zilver (wit) en keel (rood).